# ROT13

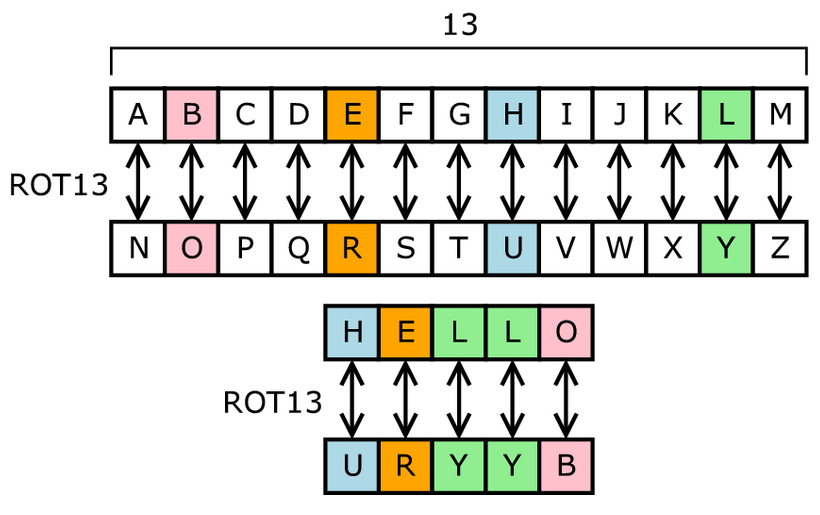
Schema del ROT13, prendendo in esempio la parola HELLO che diventa URYYB.

Il ROT13 (rotate by 13 places), a volte scritto come ROT-13 e noto in italiano come eccesso 13, è un semplice cifrario monoalfabetico. Il ROT13 è una variante del cifrario di Cesare ma con chiave 13: ogni lettera è sostituita con quella posta 13 posizioni più avanti nell'alfabeto.
| Originale | ABCDEFGHIJKLMNOPQRSTUVWXYZabcdefghijklmnopqrstuvwxyz |
| Criptato  | NOPQRSTUVWXYZABCDEFGHIJKLMnopqrstuvwxyzabcdefghijklm |

La scelta della chiave non è casuale perché è la metà del numero di lettere dell'alfabeto internazionale, 26: in questo modo si può utilizzare lo stesso algoritmo sia per la cifratura che per la decifratura (si tratta quindi di una involuzione).
Quindi, in altri termini:
{\displaystyle {\mbox{ROT}}_{13}({\mbox{ROT}}_{13}(x))=x} per ogni lettera x dell'alfabeto latino di base.
Ecco un esempio di testo facilmente calcolabile:
| Originale | LA SCENA IN CUI IL PERSONAGGIO PRINCIPALE MUORE NON MI PIACE |
| Criptato  | YN FPRAN VA PHV VY CREFBANTTVB CEVAPVCNYR ZHBER ABA ZV CVNPR |
| --------- | ------------------------------------------------------------ |

Come tutti i cifrari monoalfabetici è debolissimo, e se confrontato con il cifrario di Cesare è ancora più debole a causa della chiave fissa; ma il ROT13 è l'unico cifrario di questo tipo ancora ampiamente utilizzato: si è infatti riciclato nell'uso. Non più utilizzabile per una crittografia anche solo amatoriale, viene ora impiegato per indicare che il testo offuscato contiene "soluzioni" o "suggerimenti" che il lettore potrebbe voler non sapere subito (ad esempio la risposta alla domanda, o un commento sul finale di un film che i lettori non necessariamente hanno già visto). Quest'ultimo scopo è abbastanza diffuso nei newsgroup: infatti molti programmi newsreader permettono di "rottare" (questo il neologismo più usato come sinonimo di "offuscare tramite l'uso di ROT13") il testo scritto e/o letto.